# Lucy Griffiths
Lucy Usula Griffiths (Brighton, 10 de outubro de 1986) é uma atriz inglesa. Ela é mais conhecida pelos seus papéis de Lady Marian na série de televisão Robin Hood da BBC, Nora Gainesborough na série True Blood, e como Emily Woodrow em Preacher, série da AMC.

## Biografia
Griffiths estudou em Roedean School, Windlesham School, Dorothy Stringer High School, em Brighton, e gradou-se no Varndean College. Foi um membro do National Youth Music Theatre.

## Filmografia

### Cinema
| Ano  | Filme               | Papel        | Notas |
| ---- | ------------------- | ------------ | ----- |
| 2011 | Billboard           | A ex         |       |
| 2013 | The Numbers Station | Meredith     |       |
| 2014 | Winter's Tale       | Mulher jovem |       |
| 2014 | Don't Look Back     | Nora Clark   |       |
| 2014 | Last Summer         | Rebecca      |       |
| 2014 | Home for Christmas  | Alice        |       |
| 2015 | Uncanny             | Joy Andrews  |       |
| 2017 | The Price           | Liz Sloane   |       |

### Televisão
| Ano       | Filme            | Papel              | Notas                        |
| --------- | ---------------- | ------------------ | ---------------------------- |
| 2006      | Sea of Souls     | Rebecca            | Episódio: "Succubus"         |
| 2006      | Sugar Rush       | Lettie             | 1 episódio                   |
| 2006-2009 | Robin Hood       | Lady Marian        | 27 episódios                 |
| 2007      | Children in Need | Marian             | 1 episódio                   |
| 2009      | U Be Dead        | Bethan Ancell      | Filme de televisão           |
| 2009      | Collision        | Jane Tarrant       | 5 episódios                  |
| 2010      | Lewis            | Madeline Escher    | Episódio: "Falling Darkness" |
| 2010      | The Little House | Ruth               | 2 episódios                  |
| 2011      | Awakening        | Jenna Lestrade     | Filme de televisão           |
| 2012-2013 | True Blood       | Nora Gainesborough | 21 episódios                 |
| 2014      | Constantine      | Liv Aberdine       | Episódio: "Non Est Asylum"   |
| 2016      | Preacher         | Emily Woodrow      | 10                           |
| 2021      | Shadow and Bone  | Luda               | Episódio 7                   |

### Vídeo Games
| Ano  | Filme  | Papel               | Notas |
| ---- | ------ | ------------------- | ----- |
| 2011 | Dirt 3 | Gerente de negócios | Voz   |